# Cephalocoema hastata
Cephalocoema hastata is een rechtvleugelig insect uit de familie Proscopiidae. De wetenschappelijke naam van deze soort is voor het eerst geldig gepubliceerd in 1875 door Scudder.